# 238 (numero)
Duecentotrentotto (238) è il numero naturale dopo il 237 e prima del 239.

## Proprietà matematiche
- È un numero pari.
- È un numero composto con otto divisori: 1, 2, 7, 14, 17, 34, 119 e 238. Poiché la somma dei suoi divisori (escluso il numero stesso) è 194 < 238, è un numero difettivo.
- È un numero sfenico, essendo il prodotto di tre fattori primi distinti.
- È un numero intoccabile.
- È un numero di Ulam.
- È un numero malvagio.
- È un numero 13-gonale e 41-gonale.
- È la somma dei primi 13 numeri primi: 238 = 2+3+5+7+11+13+17+19+23+29+31+37+41.
- È parte delle terne pitagoriche (112, 210, 238), (238, 240, 338), (238, 816, 850), (238, 2016, 2030), (238, 14160, 14162).
- È un numero palindromo nel sistema numerico esadecimale.
- È un numero congruente.

## Astronomia
- 238P/Read è una cometa periodica del sistema solare.
- 238 Hypatia è un asteroide della fascia principale del sistema solare.

## Astronautica
- Cosmos 238 è un satellite artificiale russo.

## Altri ambiti
- L'additivo alimentare E238 è il conservante formiato di calcio.
- +238 è il prefisso telefonico internazionale del Capo Verde.
- È la massa, espressa in UMA, del nuclide uranio 238, l'isotopo dell'uranio più abbondante in natura.